# 이누즈카촌
이누즈카촌(犬塚村)은 일본 후쿠오카현 미즈마군에 설치되었던 촌이다. 현재의 구루메시의 일부에 해당한다.